# Kanton Riom-ès-Montagnes
Der Kanton Riom-ès-Montagnes ist ein französischer Wahlkreis im Département Cantal und in der Region Auvergne-Rhône-Alpes. Er umfasst 23 Gemeinden aus den Arrondissements Saint-Flour (9 Gemeinden) und Mauriac (14 Gemeinden), sein bureau centralisateur ist in Riom-ès-Montagnes. Im Rahmen der landesweiten Neuordnung der französischen Kantone wurde er im Frühjahr 2015 erheblich erweitert.

## Geschichte
Der Kanton entstand am 4. März 1790 als Teil des damaligen „District de Mauriac“. Mit der Gründung der Arrondissements am 17. Februar 1800 wurde der Kanton dem Arrondissement Mauriac zugeordnet und neu zugeschnitten. Von 1800 bis 2015 gehörten acht Gemeinden zum Kanton Riom-ès-Montagnes. Der Kanton wurde am 22. März 2015 im Rahmen der Neugliederung der Kantone vergrößert. Weitere zwölf Gemeinden aus anderen Kantonen kamen hinzu. Die Gemeinden des neuen Kantons kommen aus den Kantonen Condat (9 Gemeinden), Kanton Riom-ès-Montagnes (8 Gemeinden), Mauriac und Salers (je 3 Gemeinden). Daher zählt der Kanton Riom-ès-Montagnes seit 2015 neu 23 Gemeinden.

## Geografie
Der Kanton grenzt im Norden an den Kanton Ydes und an das Département Puy-de-Dôme, im Osten an den Kanton Murat, im Süden an die Kantone Naucelles und Vic-sur-Cère und im Westen an den Kanton Mauriac.

## Gemeinden

### Kanton Riom-ès-Montagnes seit 2015
Der Kanton besteht aus 23 Gemeinden mit insgesamt 7464 Einwohnern (Stand: 1. Januar 2022) auf einer Gesamtfläche von 595,21 km²:
| Gemeinde                 | Einwohner 1. Januar 2022 | Fläche km² | Dichte Einw./km² | Code INSEE | Postleitzahl | Arrondissement |
| ------------------------ | ------------------------ | ---------- | ---------------- | ---------- | ------------ | -------------- |
| Apchon                   | 180                      | 12,43      | 14               | 15009      | 15400        | Mauriac        |
| Auzers                   | 161                      | 19,27      | 8                | 15015      | 15240        | Mauriac        |
| Chanterelle              | 99                       | 19,72      | 5                | 15040      | 15190        | Saint-Flour    |
| Collandres               | 157                      | 43,32      | 4                | 15052      | 15400        | Mauriac        |
| Condat                   | 950                      | 40,24      | 24               | 15054      | 15190        | Saint-Flour    |
| Le Falgoux               | 116                      | 30,59      | 4                | 15066      | 15380        | Mauriac        |
| Le Vaulmier              | 61                       | 17,51      | 3                | 15249      | 15380        | Mauriac        |
| Lugarde                  | 119                      | 13,43      | 9                | 15110      | 15190        | Saint-Flour    |
| Marcenat                 | 510                      | 51,47      | 10               | 15114      | 15190        | Saint-Flour    |
| Marchastel               | 132                      | 22,92      | 6                | 15116      | 15400        | Saint-Flour    |
| Méallet                  | 154                      | 21,52      | 7                | 15123      | 15200        | Mauriac        |
| Menet                    | 531                      | 29,86      | 18               | 15124      | 15400        | Mauriac        |
| Montboudif               | 163                      | 20,42      | 8                | 15129      | 15190        | Saint-Flour    |
| Montgreleix              | 31                       | 17,63      | 2                | 15132      | 15190        | Saint-Flour    |
| Moussages                | 251                      | 19,03      | 13               | 15137      | 15380        | Mauriac        |
| Riom-ès-Montagnes        | 2.403                    | 46,48      | 52               | 15162      | 15400        | Mauriac        |
| Saint-Amandin            | 227                      | 31,89      | 7                | 15170      | 15170        | Saint-Flour    |
| Saint-Bonnet-de-Condat   | 113                      | 17,32      | 7                | 15173      | 15190        | Saint-Flour    |
| Saint-Étienne-de-Chomeil | 252                      | 27,57      | 9                | 15185      | 15400        | Mauriac        |
| Saint-Hippolyte          | 98                       | 13,92      | 7                | 15190      | 15400        | Mauriac        |
| Saint-Vincent-de-Salers  | 70                       | 18,87      | 4                | 15218      | 15380        | Mauriac        |
| Trizac                   | 449                      | 44,90      | 10               | 15243      | 15400        | Mauriac        |
| Valette                  | 237                      | 14,90      | 16               | 15246      | 15400        | Mauriac        |
| Kanton Riom-ès-Montagnes | 7.464                    | 595,21     | 13               | 1510       | –            | –              |

### Kanton Riom-ès-Montagnes bis 2015
Der alte Kanton Riom-ès-Montagnes umfasste die acht Gemeinden Apchon, Collandres, Menet, Riom-ès-Montagnes, Saint-Étienne-de-Chomeil, Saint-Hippolyte, Trizac und Valette. Sein Zuschnitt entsprach einer Fläche von 233,38 km2. Er besaß vor 2015 einen anderen INSEE-Code als heute, nämlich 1515.

### Bevölkerungsentwicklung
| Bevölkerungsentwicklung | Bevölkerungsentwicklung |
| Jahr                    | Einwohner               |
| ----------------------- | ----------------------- |
| 1962                    | 7746                    |
| 1968                    | 7535                    |
| 1975                    | 6998                    |
| 1982                    | 6460                    |
| 1990                    | 5875                    |
| 1999                    | 5186                    |
| 2006                    | 4808                    |
| 2012                    | 4748                    |

## Wahlen zum Rat des Départements Cantal
Bei den Wahlen am 22. März 2015 erreichte keines der drei Kandidatenpaare eine Stimmenmehrheit. Das Gespann Valérie Cabecas Roquier/Charles Rodde (Divers) obsiegte im 2. Wahlgang gegen Jean Mage/Claudine Robert (DVD) mit einem Stimmenanteil von 51,60 % (Wahlbeteiligung: 57,99 %).
| Vertreter im conseil général des Départements | Vertreter im conseil général des Départements | Vertreter im conseil général des Départements |
| Amtszeit                                      | Name                                          | Partei                                        |
| --------------------------------------------- | --------------------------------------------- | --------------------------------------------- |
| 2015–2021                                     | Valérie Cabecas Roquier Charles Rodde         | Divers                                        |